# Kate Markgraf
Kate Markgraf, född Sobrero 23 augusti 1976 i Pontiac, Michigan, är en amerikansk fotbollsspelare. Vid fotbollsturneringen under OS 2008 i Peking deltog hon i det amerikanska lag som tog guld.